# Ninth Avenue Cemetery
Ninth Avenue Cemetery is een Britse militaire begraafplaats met gesneuvelden uit de Eerste Wereldoorlog, gelegen in de Franse plaats Haisnes in het Noorderdepartement. De begraafplaats werd ontworpen door George Goldsmith en ligt 2,3 km ten zuiden van het centrum van Haisnes. Ze is vanaf de weg van Vermelles naar Hulluch bereikbaar via een landweg van ongeveer 400 m. Het terrein heeft een vierkant grondplan met een oppervlakte van 242 m² en is omheind met een muur bestaande uit gekloven keien en afgewerkt met witte nokvormige natuurstenen blokken. Het Cross of Sacrifice staat centraal tegen de zuidwestelijke muur. De begraafplaats wordt onderhouden door de Commonwealth War Graves Commission. In de onmiddellijke nabijheid liggen ook nog Bois-Carre Military Cemetery en St. Mary's A.D.S. Cemetery. 
Er liggen 46 doden begraven waarvan 1 niet geïdentificeerde. 

## Geschiedenis
Haisnes bleef in Duitse handen tot het eindoffensief van de geallieerde troepen in 1918. Tijdens de Slag bij Loos in 1917 werden wel delen van Haisnes door Britse troepen ingenomen. De begraafplaats werd eind september 1915 gestart en kreeg zijn naam wegens een loopgraaf die deze plek, die toen één groot graf was, kruiste.
De 42 graven die opgesteld zijn langs de vier zijden van de begraafplaats behoorden tot de Cameron Highlanders en sneuvelden allen in de laatste week van september 1915. Vier andere Britten liggen iets meer naar het midden van het terrein.